# Nord-Pas-de-Calais mineområde
Nord-Pas-de-Calais' gruveområde (fransk Bassin minier du Nord-Pas-de-Calais) er et verdensarvsområde i den nordfranske region Hauts-de-France. Regionen har tydelige spor, både økonomisk, socialt, økologisk og kulturelt fra den intensive kulminevirksomhed som har pågået her fra omkring 1700 til hen i 1900-tallet. 
Verdensarvsområdet er den vestlige del af en mere omfattende mineregion som ligger på grænsen mellem Belgien og Frankrig, langs floderne Samber og Maas. Det ble udpeget til verdensarvområde 30. juni 2012.
Verdensarvmindet omfatter 109 bygninger og strukturer: miner, slaggebjerge, skaktelevatorer, jernbane og anden infrastruktur, minelandsbyer og arbejderboliger, administrationsbygninger og bygninger for andre samfundsformål: skoler, kirker og kommunehuse. 
| Citat  | It presents a remarkable cultural landscape in terms of its continuity and homogeneity. It provides an important and well preserved example of coal mining and its associated urban planning throughout the two centuries of intensive coal extraction from the end of the 18th century to the last quarter of the 20th century, through industrial methods involving a great many workers. | Citat |
| UNESCO | |       |

## Historien
De første kulforekomster blev opdaget i Boulogne i 1660, og den første mine  kom i drift i 1692. Denne måtte imidlertid hurtigt lukke igen. Fra 1720 er der drift i et fire meter tykt kullag i Jeanne Colard-minen, men denne måtte lukke på grund af oversvømmelser i minen. Denne drift viste dog at der var potentiale for minedrift, og flere gruber åbnede. Et gunstigt  fund opdagedes i 1734 i en mine i Anzin og i 1757 etableredes selskabet Compagnie des mines d'Anzin. Selskabet ekspanderede hurtigt, men også andre selskaber blev oprettet, blandt andet Compagnie des mines d'Aniche som i 1778 fandt kul i Sainte-Catherine - Saint-Mathias. 
I begyndelsen af 1800-tallet blev minedriften forenklet af dampmaskiner og forbedrede dræningsteknikker. Den industrielle revolution, som tog  fart i 1830 og 1840'erne, skabte på sin side øget efterspørgsel på kul som energikilde; dette førte til højere priser og accelereret udvinding.
I en mineulykke i 1906 døde 1.099 personer. Dette førte i første omgang til strejker, og senere til bedrede sikkerhedstiltag. Store dele af regionen blev hærget under første verdenskrig, og det tog flere år at genopbygge anlæggene og infrastrukturen i området. I 1944-46, ved afslutningen af anden verdenskrig, blev selskaberne nationaliseret og samlet i Charbonnages de France. Fra 1960 begyndte nedlæggelsen af miner, og i 1980'erne var kun nogle få  i drift.